# Malthonica ramblae
Malthonica ramblae là một loài nhện trong họ Agelenidae.
Loài này thuộc chi Malthonica. Malthonica ramblae được miêu tả năm 1978 bởi Barrientos.